# ستيفن ك. بنجامين
ستيفن ك. بنجامين (بالإنجليزية: Stephen K. Benjamin)‏ هو محامي وسياسي أمريكي، ولد في 1 ديسمبر 1969 في كوينز في الولايات المتحدة. حزبياً، نشط في الحزب الديمقراطي.

## وصلات خارجية
- الموقع الرسمي